# Nerf clunial moyen

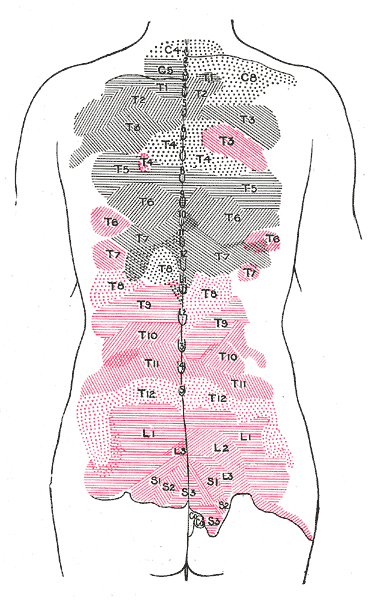

Les nerfs cluniaux moyens (ou nerfs fessiers cutanés moyens) sont des nerfs sensitifs.

## Origine
Les nerfs cluniaux moyens naissent des rameaux postérieurs des trois premiers nerfs sacrés.

## Zone d'innervation
Ils innervent les téguments des régions sacrale et fessière moyenne.